# Stilpnophyllum lineatum
Stilpnophyllum lineatum är en måreväxtart som beskrevs av Joseph Dalton Hooker. Stilpnophyllum lineatum ingår i släktet Stilpnophyllum och familjen måreväxter.
Artens utbredningsområde är Peru. Inga underarter finns listade i Catalogue of Life.